# Tadashi Kawashima
Tadashi Kawashima (Ehime, 7 de abril de 1969 – 15 de junho de 2010) foi um artista de mangá e gensakusha japonês.

## Biografia
Criador de "Alive-The Final evolution" uma manga de popularidade media mas com uma historia fantastica e "Obscura" que relata muitos casos infelizes da vida das personagens.
Tadashi Kawashima foi vitima de cancro e morreu 5 meses depois de completar o "Alive-The Final Evolution"...E no ultimo capitulo parece que ele manda as suas ultimas palavras a seus fans:
"Vida ou morte"
"Pensamentos sozinho não podem explicá-los"
"dentro do seu tempo"
"De alguma forma você acaba de voltar à sua vida diária"
"e lidar com o problema sozinho"
"So o tempo nos dará a resposta"
"Provavelmente"
"Você vai esbarrar algum dia,mas não e só" (Eu acho que Tadashi estava-se a referir a morte...)
"A dor no meu coracão"
"O tempo acabará por os encobrir"
"Não é que os conssiga esquecer"
"E isso nao sera facil"
"Apesar de que...."
"Eu vou continuar a viver"
Isto chama a grande atenção e muito provavelmente era uma menssagem,nesta altura ainda ele estava vivo por isso explica o "Eu vou continuar a viver" ! E mesmo depois de acabar esta manga ele começou a trabalhar em outra manga....e morreu a criar manga! E imortalizado deverá ficar e que a sua arte fique nos nossos corações!